# Rävatjärnen (Edefors socken, Norrbotten)
Rävatjärnen är en sjö i Bodens kommun i Norrbotten och ingår i Luleälvens huvudavrinningsområde.